# Elaborationstheorie
Die Elaborationstheorie ist eine Methode zur inhaltlichen Aufteilung (Segmentierung) und zeitlichen Einteilung (Sequenzierung) von Lerninhalten. Sie dient der Erstellung von Curricula zum Aufbau von Expertenwissen. Die Elaborationstheorie wurde durch den Bildungsforscher Charles M. Reigeluth entwickelt und geht zurück auf das didaktische Prinzip des Spiralcurriculum nach Jerome Bruner.

## Grundidee
Die Anordnung von Lerninhalten kann linear erfolgen, indem ein Thema bis zu einem bestimmten Schwierigkeitsgrad abgearbeitet wird und dann zu einem anderen Thema gewechselt wird. Wenn man die Lerninhalte spiralförmig anordnet, werden mehrere Themen nebeneinander bis zu einem bestimmten Schwierigkeitsgrad bearbeitet, bis später auf einem höheren Schwierigkeitsgrad wieder beim ersten Thema begonnen wird. Dieses Prinzip hat besondere Bedeutung in der Mathematikdidaktik. Einzelne mathematische Inhalte, wie beispielsweise Geometrie, Stochastik usw., zerfallen so nicht in unverbundene Gebiete und den Lernenden bleibt eine Orientierung zu den Zusammenhängen zwischen den Einzelthemen erhalten. Im praktischen Zusammenhang stellt sich allerdings meist die Frage, in welchem Ausmaß ein Thema vertieft werden soll, bis man zum nächsten übergeht. Hier betrachtete Reigeluth die lineare und spiralförmige Anordnung jeweils als Endpunkte eines Spektrums.

## Domänenkompetenz
Die Domänenkompetenz bedeutet Expertenwissen in einem bestimmten Wissensbereich, ohne dabei an eine bestimmte Aufgabe gebunden zu sein. Während also die Aufgabenkompetenz (task expertise) beispielsweise Wissen darüber vermittelt, wie man elektronische Steuerungen zur Bedienung einer ganz bestimmten Maschine verwendet, geht es bei der Domänenkompetenz (domain expertise) beispielsweise darum, elektronische Steuerungssysteme allgemein zu verstehen. Die Domänenkompetenz wird wiederum unterschieden in begriffliche und theoretische Kompetenz. Bei der Anordnung von Lerninhalten ist diese Unterscheidung notwendig, da man, je nachdem welche Inhalte dominieren, etwas anders vorgehen muss.

## Begriffliche Elaboration
Wenn die Vermittlung vieler miteinander verknüpfter Begriffe im Vordergrund steht (conceptual elaboration sequence) bietet es sich an, von der Vermittlung von allgemeineren Begriffen zu einer zunehmenden Vermittlung enger gefasster, speziellerer Begriffe überzugehen. Die Begriffe können dann mit Kontextinformationen ergänzt werden, zu denen ein inhaltlicher Bezug besteht. Die Begriffe und zugehörigen Kontextinformationen werden zu Lernepisoden zusammengefügt und mit anderen Lerneinheiten verknüpft, ohne den Lernprozess dabei zu unterbrechen. Dabei ist auf die Größe dieser Lernepisoden zu achten, damit diese überschaubar bleiben bei der Verknüpfung. Die Lernenden sollen dabei Einfluss nehmen können auf die Reihenfolge der begrifflichen Wissensvermittlung. 

## Theoretische Elaboration
Bei der Vermittlung von theoretischen Prinzipien (theoretical elaboration sequence), bietet sich eine Vorgehensweise an, bei der aus allgemeinen Aussagen zu tieferen Verständnisebenen vorgedrungen wird. Mittels unterstützendem Inhalt, beispielsweise kleinere Exkurse, die einen Bezug zum dargestellten Prinzip haben, schafft man dabei Lernepisoden. Innerhalb dieser Lernepisoden muss allerdings immer der Bezug zum Gesamtzusammenhang gewahrt bleiben, durch Zusammenfassungen und ein Zurückgehen zur Perspektive der übergeordneten, allgemeineren Prinzipien. In die Festlegung der Reihenfolge können die Lernenden, soweit es sinnvoll erscheint, einbezogen werden.

## Vereinfachte Bedingungen
Nimmt man bei der Vermittlung von Aufgabenkompetenzen Expertenwissen als Vorbild, bietet es sich an dies zunächst unter vereinfachten Bedingungen zu tun und diese dann nach und nach zu reduzieren. Bei prozeduralen Aufgaben liegt der Schwerpunkt auf den einzelnen Schritten, an denen sich Experten orientieren, um zu entscheiden, was wann zu tun ist. Der Schwerpunkt bei heuristischen Aufgaben liegt dagegen auf den Prinzipien bzw. Wirkmodellen, die Experten zugrunde legen. Der Fokus liegt dabei auf der Ganzheitlichkeit der zu vermittelnden Aufgabenkompetenz. Hier beginnt man mit der einfachsten Version für die Gesamtaufgabe, welche dann in zunehmend komplexeren Versionen beziehungsweise unter schwierigeren Rahmenbedingungen vermittelt wird. Der Einstieg stellt dabei eine repräsentative, vollständige und realitätsnahe Version der Gesamtaufgabe unter einfachen Bedingungen dar. Diese wird dann in schrittweise immer komplexer werdenden Versionen vermittelt beziehungsweise unter schwierigeren Rahmenbedingungen, wobei den Lernenden die Unterschiede explizit aufgezeigt werden.